# Коденцове
Коденцове (рос. Коденцово) — село у Кам'янському районі Воронезької області Російської Федерації.
Населення становить 647  осіб. Входить до складу муніципального утворення Коденцовське сільське поселення.

## Історія
Населений пункт розташований у межах суцільної української етнічної території, частини Східної Слобожанщини. До Перших визвольних змагань належав до Воронезької губернії.
Від 1928 року належить до Кам'янського району, спочатку в складі Центрально-Чорноземної області, а від 1934 року — Воронезької області.
Згідно із законом від 15 жовтня 2004 року входить до складу муніципального утворення Коденцовське сільське поселення.

## Населення
| 2010 | 2012 | 2013 | 2014 | 2015 | 2016 | 2017 |
| ---- | ---- | ---- | ---- | ---- | ---- | ---- |
| 761  | ↘738 | ↘736 | ↘701 | ↘663 | ↘658 | →658 |
| 2018 |      |      |      |      |      |      |
| ↘647 |      |      |      |      |      |      |